# Mark Avsec
Mark Avsec (23 agosto 1954) è un compositore statunitense, famoso per aver scritto canzoni per gruppi abbastanza noti.
Tra questi spiccano i Bon Jovi, per i quali scrisse She Don't Know Me per il loro omonimo album di debutto del 1984 - questo è l'unico brano a non essere stato scritto da nessun membro interno al gruppo. 
Nota è anche la sua collaborazione con la PolyGram Records, etichetta discografica di proprietò della Mercury.